# Viggo Stuckenberg

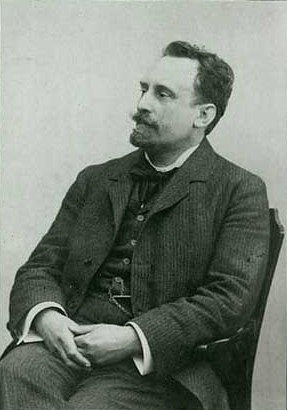
Viggo Stuckenberg.

Viggo Henrik Fog Stuckenberg, född den 17 september 1863 vid Vridsløselille nära Köpenhamn, död den 6 december 1905 i Köpenhamn, var en dansk författare. Han var son till Frederik Henrik Stuckenberg och gift med författarinnan Ingeborg Stuckenberg.

## Biografi
Stuckenberg ämnade först utbilda sig till sjöofficer, men misslyckades och började då studera i Köpenhamn, tog 1884 artium och studerade en tid österländska språk och etnografi. Därefter blev han lärare i Köpenhamn. Hans första bok var Digte (1886); den följdes av berättelserna Igennembrud (1888) och Messias (1889), i vilka han gav sitt bidrag till skildringen av 1880-talets radikala ungdom. Sagodikten Den vilde Jæger (1894) och Romerske Scener (1895) är i dramatisk form, de visar stegrad formkonst och fördjupad människoskildring. Huvuddelen av hans alstring ägnades sedan åt novellistiken. 
Fagre Ord (1895; 3:e upplagan 1906) är en kärlekshistoria, som slutar i solsken, Valravn (1896; ny upplaga 1908) två noveller av mörk stämning. Utom Sol (1897; ny upplaga 1908), som skildrar konstnärsdrömmar hos en vagnlackerare, utgav han vidare de båda större berättelserna Hjemfalden (1898) och Asmadæus (1899), i vilka han med utförlig och ömsint psykologi skildrar strykares och förbrytares liv, och Vejbred (samma år), en samling sagor. I Flyvende Sommer (1898) och Sne (1901; 5:e upplagan 1915) återvände han till versen; dessa båda små diktsamlingar rymmer hans yppersta konstverk. Efter hans död utkom ett band Sidste Digte (1906); Stuckenbergs Samlede Værker utgavs 1910-11 i 3 band. 
Stuckenberg stod nära den psykologiserande, tungsinta ryska litteraturen; hans prosa dröjer blott vid naturstämningar och känslotillstånd; av handling, yttre händelse finns det i hans berättelser föga, medan däremot det inre livet, vardagens små stämningsböljor, själens och sinnenas värld följs och återges in i det minsta, med en längtan efter klarhet och harmoni, ärlighet och frihet, som gör honom otillfredsställd och fientlig mot den verklighet han likväl avvinner så mycket av glädje och skönhet. Innerligt tolkade han Själlands natur; friluftsmänniska, men idylliker, drogs han trots allt i sin fantasi till olyckans och brottets hemligheter.